# Magistrala Tatrzańska

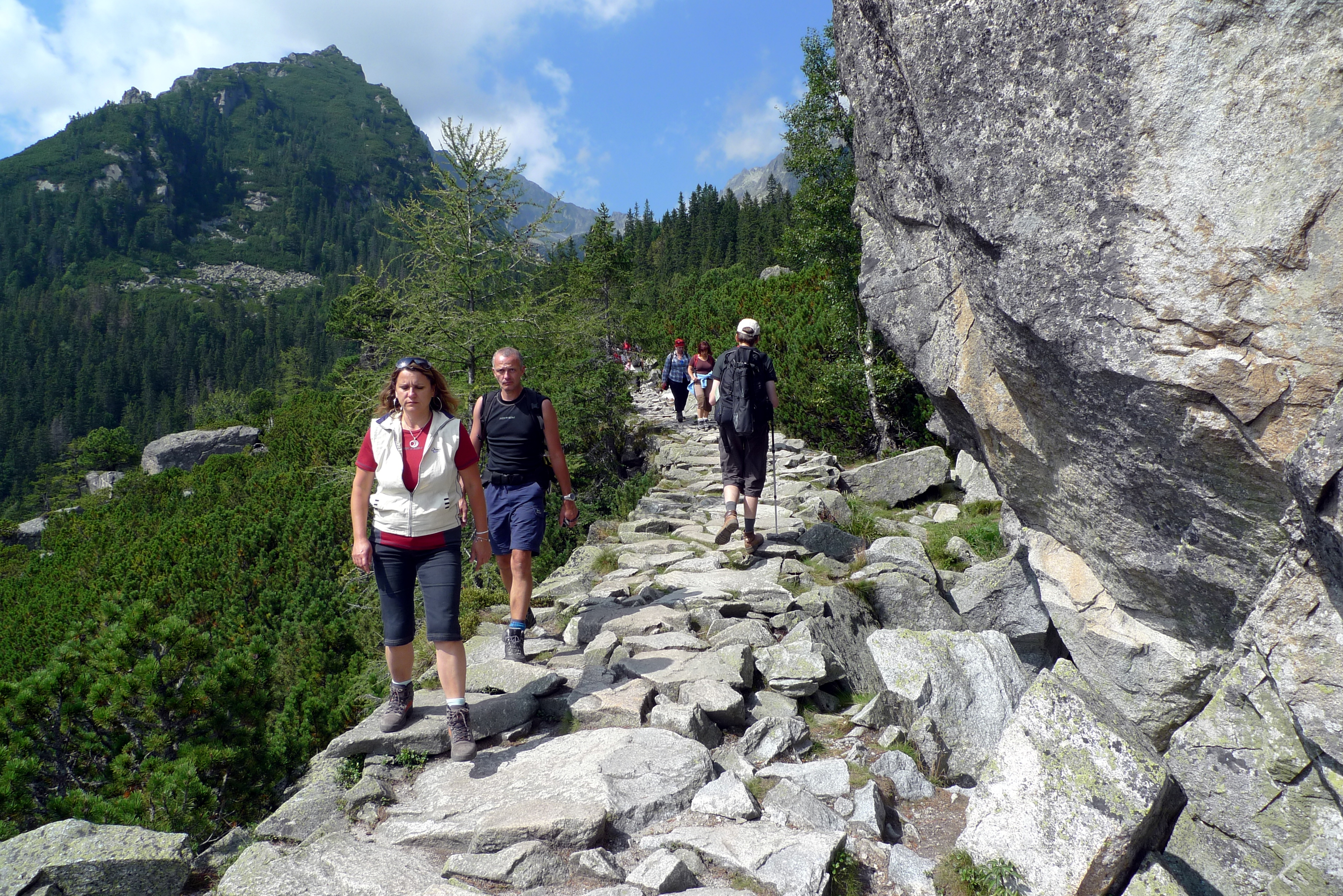
Magistrala Tatrzańska

Magistrala Tatrzańska (słow. Tatranská magistrála, Turistická magistrála, niem. Magistrale, Oberer Touristenweg, węg. Magisztrale, Felső-Turista-út) – szlak turystyczny oznaczony kolorem czerwonym, biegnący południowymi zboczami Tatr Wysokich. Został wyznaczony w latach 30. XX wieku.
Szlak ten jest jednym z najbardziej znanych i uczęszczanych szlaków w Tatrach. Jego zachodnie przedłużenie stanowi biegnąca już całkowicie u podnóża Tatr Zachodnich Droga nad Łąkami. Skrajne punkty obu odcinków to okolice wylotu Doliny Jałowieckiej (Jalovská dolina) w Tatrach Zachodnich i Wielki Biały Staw (Veľké Biele pleso) w Tatrach Wysokich, skąd dalej już innym szlakiem można się udać na Przełęcz pod Kopą, oddzielającą Tatry Wysokie od Tatr Bielskich. Cała Magistrala Tatrzańska ma ok. 72 km długości i jest najdłuższym szlakiem w całych Tatrach. Optymalny czas przejścia to 3–4 dni.

## Przebieg szlaku
| Odległość | Czas (h) | Wysokość n.p.m. | Miejsce                                    | Skrzyżowania szlaków |
| --------- | -------- | --------------- | ------------------------------------------ | --- |
| 0,0 km    | 0:00     | 1615 m          | Wielki Biały Staw                          | ↓ Schronisko pod Szarotką 1:10 h, Tatrzańska Kotlina 2:15 h ↓ Matlary 2:10 h ↑ Przełęcz pod Kopą 0:30 h                                                                                  |
| 2,1 km    | 0:35     | 1551 m          | Schronisko nad Zielonym Stawem             | ↑ Jagnięcy Szczyt 2:20 h ↓ Biała Woda 1:45 h |
| 4,6 km    | 2:05     | 2023 m          | Rakuski Przechód                           | |
| 7,4 km    | 3:05     | 1751 m          | Łomnicki Staw                              | ↓ stacja kolei linowej „Start” 2:00 h ↓ stacja kolei linowej „Start” 1:15 h, Tatrzańska Łomnica 2:00 h                                                                                   |
| 10,2 km   | 3:45     | 1462 m          | rozdroże niedaleko Schroniska Zamkovskiego | ↑ Schronisko Téryego 1:25 h, Lodowa Przełęcz 2:40 h |
| 11,4 km   | 4:05     | 1340 m          | Wodospad Olbrzymi                          | |
| 11,9 km   | 4:15     | 1304 m          | rozdroże nad Rainerową Chatką              | ↑ Schronisko Zbójnickie 1:40 h, Rohatka 2:50 h ↓ Wielki Wodospad 0:15 h, Tatrzańska Łomnica 1:30 h                                                                                       |
| 13,2 km   | 4:35     | 1285 m          | Smokowieckie Siodełko                      | ↓ Schronisko Bilíka 0:05 h, Wielki Wodospad 0:15 h ↓ Stary Smokowiec 0:40 h |
| 14,5 km   | 4:55     | 1357 m          | rozdroże pod Sławkowskim Szczytem          | ↑ Sławkowska Kazalnica 0:30 h, Sławkowski Szczyt 3:00 h ↓ Stary Smokowiec 0:45 h |
| 19,3 km   | 6:20     | 1670 m          | Hotel górski „Śląski Dom”                  | ↑ Polski Grzebień 1:45 h ↓ Tatrzańska Polanka 1:30 h |
| 21,3 km   | 6:55     | 1710 m          | rozdroże pod Suchym Wierchem               | ↓ rozdroże na Wielickim Moście 1:00 h |
| 22,9 km   | 7:20     | 1884 m          | Batyżowiecki Staw                          | ↓ Wyżnie Hagi 1:30 h, Niżnie Hagi 2:00 h |
| 27,0 km   | 8:45     | 1966 m          | Przełęcz pod Osterwą                       | |
| 29,6 km   | 9:35     | 1510 m          | rozdroże przy Popradzkim Stawie            | ↑ Wielki Hińczowy Staw 1:30 h, Wyżnia Koprowa Przełęcz 2:10 h ↓ stacja kolei elektrycznej „Popradské pleso” 1:00 h Tatrzański Cmentarz Symboliczny 0:20 h ↓ rozdroże na Drygancie 0:45 h |
| 32,0 km   | 10:10    | 1499 m          | rozdroże na Drygancie                      | ↓ Popradzki Staw 0:45 h |
| 34,5 km   | 10:45    | 1347 m          | Szczyrbskie Jezioro                        | ↑ Wodospad Skok 1:25 h, Bystra Ławka 3:10 h ↑ Schronisko na Solisku 1:15 h ↓ Tatrzańska Szczyrba 1:15 h ↓ Trzy Źródła 2:25 h                                                             |
| 36,9 km   | 11:20    | 1457 m          | Rozdroże w Dolinie Furkotnej               | ↑ Bystra Ławka 2:30 h |
| 39,2 km   | 11:55    | 1450 m          | Rozdroże przy Jamskim Stawie               | ↓ Biały Wag 0:45 h ↑ Rozdroże pod Krywaniem 2:15 h, Krywań 3:15 h |
| 43,7 km   | 13:05    | 1140 m          | Trzy Źródła                                | Szczyrbskie Jezioro 2:40 h ↑ Rozdroże pod Krywaniem 2:45 h ↑ Rozdroże pod Gronikiem 0:40 h, Wyżnia Koprowa Przełęcz 4:35 h                                                               |
| 49,7 km   | 14:25    | 930 m           | Podbańska                                  | ↑ Liptowski Koszar 3:15 h, Kasprowy Wierch 5:25 h ↑ Pyszniańska Przełęcz 3:15 h |
| 54,0 km   | 15:35    | 970 m           | wylot Doliny Bystrej                       | ↑ Bystra 3:30 h ↓ leśniczówka „Przy Bystrej” 0:30 h |
| 59,0 km   | 16:40    | 890 m           | wylot Doliny Wąskiej                       | ↓ Przybylina 0:45 h ↑ Rozdroże Zahrady 2:00 h, Wołowiec 4:15 h ↑ Horzyca 1:20 h, Baraniec 4:00 h                                                                                         |
| 63,1 km   | 17:45    | 900 m           | rozdroże pod Gołym Wierchem                | ↑ Goły Wierch 2:00 h ↓ Jakubowiany 1:00 h |
| 66,5 km   | 18:40    | 891 m           | wylot Doliny Żarskiej                      | ↑ Goły Wierch 2:00 h, Baraniec 3:30 h ↑ Schronisko Żarskie 1:30 h, Smutna Przełęcz 3:20 h                                                                                                |
| 71,5 km   | 19:55    | 806 m           | Przesieka (wylot Doliny Jałowieckiej)      | ↑ Palenica Jałowiecka 3:00 h |
| 72,1 km   | 20:05    | 784 m           | Rozdroże pod Tokarnią                      | ↑ Babki 2:15 h, Siwy Wierch 4:00 h ↓ Jałowiec 0:40 h |